# Hanseniaspora osmophila
Hanseniaspora osmophila är en svampart som först beskrevs av Niehaus, och fick sitt nu gällande namn av Phaff, M.W. Mill. & Shifrine 1956. Hanseniaspora osmophila ingår i släktet Hanseniaspora och familjen Saccharomycodaceae.   Inga underarter finns listade i Catalogue of Life.